# Upplands runinskrifter 95

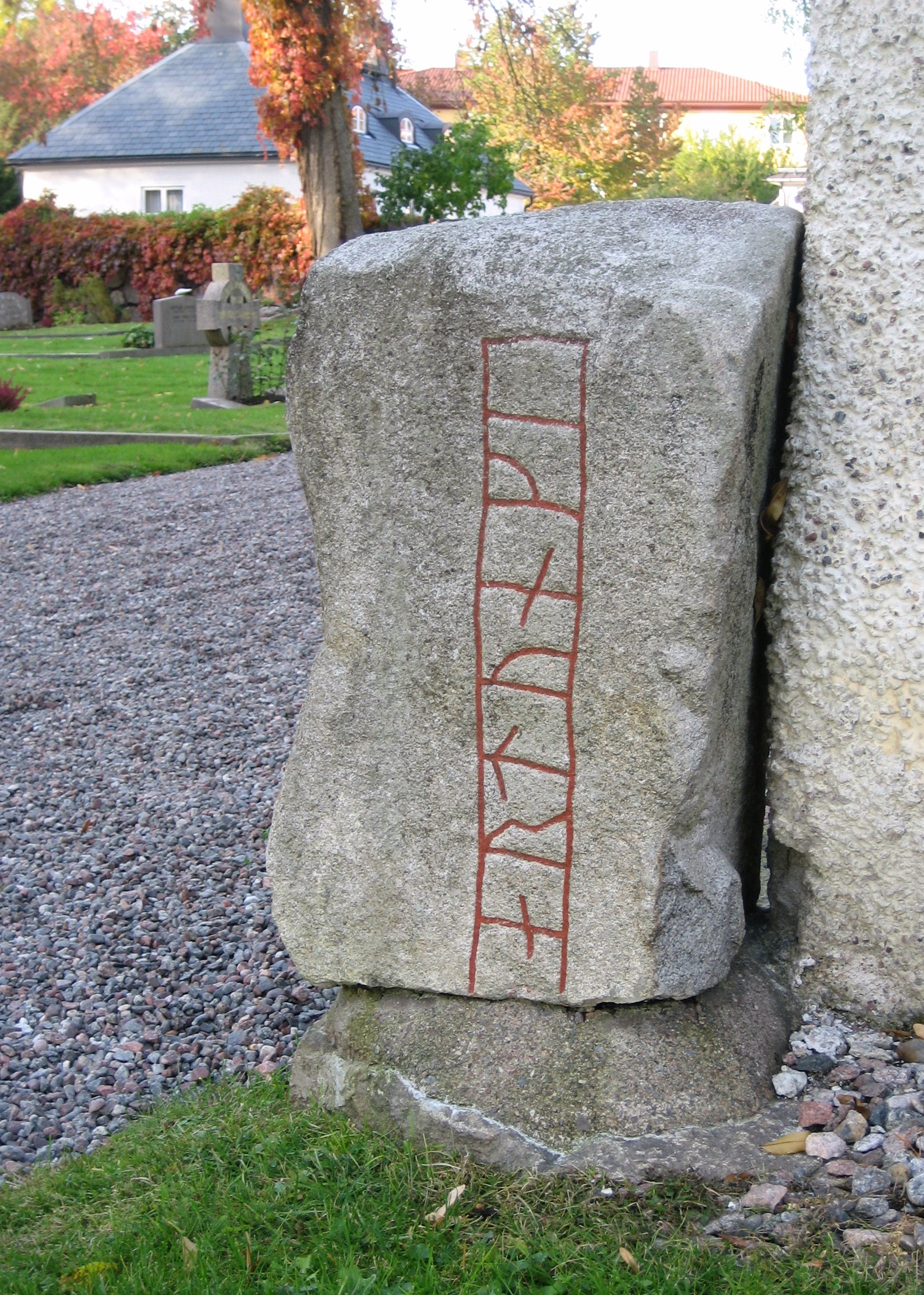
Den svårtolkade baksidan av U 95.

Upplands runinskrifter 95 är ett vikingatida runstensfragment av granit i Sollentuna kyrka, Sollentuna socken och Sollentuna kommun. Runstenens sidor är 0,5x0,5 meter och höjden är 0,7 meter. Runhöjden är cirka 7-10 centimeter. Stenen är ristad på två sidor. U 95 står alldeles i närheten av U 94.

## Inskriften
Translitterering av runraden:
§A ... ...in + þinsa + ifti(ʀ) ... ant hans 
§B þartunki
Normalisering till runsvenska:
§A ... [stæ]in þennsa æftiʀ ... and hans 
§B þartunki''
Översättning till nusvenska:
§A ... denna sten efter ... hans ande.
§B ...
Baksidans ristning har tytts som "uartunki", vilket tolkas som nuvarande Svartinge. Erik Brate tolkade det som slutet av ortsnamnet "Sollentuna" och prepositionen "i".